# النجيلي وأولاد الشيخ
قرية النجيلي وأولاد الشيخ هي إحدى القرى التابعة لمركز أبو المطامير في محافظة البحيرة في جمهورية مصر العربية. حسب إحصاءات سنة 2006، بلغ إجمالي السكان في النجيلي وأولاد الشيخ 13890 نسمة، منهم 6744 رجل و7146 امرأة.